# 미타마 마요
미타마 마요(三珠真夜)는 일본의 만화 및 애니메이션 안녕, 절망선생의 등장 인물이다. 이름은 "보이는 그대로"라는 뜻의 "見たままよ(미타마마요)"에서 따온것으로 추측된다.

## 외관
- 학생이라 평소에는 교복을 입고 다닌다.
- 헤어스타일은 가지런한 단발. 뒷머리가 떠있다.
- 키는 본편 다른 등장인물에 비해서 작은 체형.
- 가슴크기도 작은 편이다. 본인은 별로 신경쓰고있지 않은 듯.
- 위로 찢어진 삼백안. 눈매가 매서워 사람들로부터 오해를 산다.

## 성격
- 말수가 적고 무뚝뚝한 성격.
- 좋아하는 것을 괴롭히고 싶어하는 성격이지만 여리고 소녀다운면도 있다.
- 불지르는 것을 좋아한다.

## 특징
일본 도쿄 코이시카와 구에 소재한 고등학교의 2학년 헤(4)반에 재학 중이다. 출석번호는 31번. 스토부(스토브 부部)의 부부장(副部長)이다. 성적은 낮은 수준. 자신의 물품에 꼼꼼히 이름을 적어놓는다.

### 눈매
너무나도 사악해 보이는 눈매를 가지고 있어서, 사람들이 "설마 이렇게 나빠 보이는 애가 실제로 나쁜짓을 하겠어?"라고 생각한다. 하지만 실제로 나쁜짓을 한다.
- 야구배트로 사람을 공격한다.
- 점화기를 늘 들고 다니며 불을 지른다.
- 기물파손 등등

## 특기
작은 체형에 비해 보통 여고생보다 신체능력이 뛰어나다. 키보드 연주도 할줄 아는 것 같다.

## 그 외
- 설정상으론 그다지 키는 작지 않은 편이다.